# Johan Thorbecke
Johan Rudolph Thorbecke (Zwolle, 14 de gener de 1798 — La Haia, 4 de juny 1872) era un polític neerlandès de convicció liberal. Va redactar la constitució de 1844 que acabava amb l'absolutisme de Guillem I.